# Народный бульвар (Рязань)
Народный бульвар находится в Московском районе города Рязани. Пересекается с улицами Великанова, Крупской и Московским шоссе.

## История
Улица, проложенная от Московского шоссе вдоль микрорайонов № 1 и № 2, получила название 11 ноября 1969 года. В том же году по улице запустили 10 троллейбусный маршрут, а в 1973 году — 4 троллейбус. При проектировании на бульваре был запланирован кинотеатр и торговый центр. Общественный центр Московского района был спроектирован на Народном бульваре. Он должен был начинаться от кинотеатра «Москва» на одноимённом шоссе и идти до площади Новаторов в виде зелёного бульвара. В реальности до распада Советского союза планы так и не успели осуществить. Народный бульвар так и не был закончен — в 2010-е годы его застроили многоэтажными домами.  На этой улице находился ЗАГС. Сначала он был в доме 16, а затем его перенесли в Дворец Торжеств (дом 49, ранее там находился кинотеатр «Москва»). В ноябре 2024 года была запущена новая схема движения по перекрёстку улиц Народный бульвар и Крупской, а в декабре 2024 года на этом же перекрёстке заработал светофор.

## Важные социальные объекты и достопримечательности
1. Храм в честь Покрова Богородицы[8]
2. Дворец Бракосочетания (ранее здесь находился кинотеатр «Москва», а ЗАГС находился в доме 16 по Народному бульвару)[9]
3. Светомузыкальный фонтан[10]
4. Памятник Георгию Победоносцу[11]

## Транспорт
| Маршруты общественного транспорта на улице Народный бульвар в сторону Московского шоссе | Маршруты общественного транспорта на улице Народный бульвар в сторону Московского шоссе | Маршруты общественного транспорта на улице Народный бульвар в сторону Московского шоссе |
| Остановка общественного транспорта                                                      | Троллейбусы                                                                             | Маршрутные такси                                                                        |
| --------------------------------------------------------------------------------------- | --------------------------------------------------------------------------------------- | --------------------------------------------------------------------------------------- |
| Площадь Новаторов                                                                       | 4                                                                                       | 71                                                                                      |
| Народный бульвар                                                                        | 4, 10                                                                                   | 71, 88                                                                                  |
| Бульвар Победы                                                                          | 4, 10                                                                                   | 71, 88                                                                                  |

| Маршруты общественного транспорта на улице Народный бульвар в сторону улицы Крупской | Маршруты общественного транспорта на улице Народный бульвар в сторону улицы Крупской | Маршруты общественного транспорта на улице Народный бульвар в сторону улицы Крупской |
| Остановка общественного транспорта                                                   | Троллейбусы                                                                          | Маршрутные такси                                                                     |
| ------------------------------------------------------------------------------------ | ------------------------------------------------------------------------------------ | ------------------------------------------------------------------------------------ |
| Бульвар Победы                                                                       | 10                                                                                   | 71, 88                                                                               |
| Народный бульвар                                                                     | Нет маршрута                                                                         | 71                                                                                   |